# Malmsbury
Malmsbury (587 habitants) est un petit village à 96 km au nord de Melbourne, dans l'État de Victoria, en Australie sur l'ancienne Calder Highway près de la Coliban River.